# 拉法爾塔
拉法爾塔（阿拉伯语：‎）是利雅德的一座摩天大樓，高308公尺、70層樓，是沙烏地阿拉伯第三高樓，2014年完工。